# Rafael Lira Infante
Rafael Lira Infante (Santiago, 15 de marzo de 1879-Valparaíso, 26 de octubre de 1958) fue el primer obispo de Rancagua y segundo obispo de Valparaíso.

## Primeros años de vida
Hijo de don José Antonio Lira Argomedo y doña Adelina Infante Concha. Estudio en el Colegio San Ignacio, y luego Derecho, titulándose de abogado en 1902.

## Vida religiosa
Posteriormente ingresó al Seminario de Santiago. Fue ordenado sacerdote el 21 de diciembre de 1912, y sus primeras actividades las desarrollaría como profesor del mismo Seminario, del cual llegaría más tarde a ser rector. Fue asimismo miembro de la Facultad de Teología, Juez Prosinodal del Arzobispado y Prosecretario de Cámara del mismo. 

### Obispo
El Papa Pío XI lo elevaría a la dignidad episcopal el 3 de enero de 1926, designándolo Obispo de Rancagua, siendo consagrado en la Casa Provincial de las Religiosas del Buen Pastor, en Santiago, por Monseñor Benedetto Aloisi Masella, Nuncio Apostólico y el cual en 1946 sería elevado al cardenalato, para desempeñarse en la Curia Romana como Pro-Prefecto y luego como Prefecto de la Sagrada Congregación para los Sacramentos. Los obispos asistentes en su consagración serían Monseñor Gilberto Fuenzalida, de Concepción y Monseñor Eduardo Gimpert, de Valparaíso.

## Traslado de diócesis
El mismo Papa Pío XI lo trasladaría a Valparaíso el 18 de marzo de 1938, donde tomaría posesión de la Diócesis de Valparaíso el 11 de junio de 1938, reemplazando al vicario Mons. Prudencio Contardo Ibarra, donde se desempeñaría por veinte años, hasta su muerte.
El 13 de octubre de 1951, Monseñor Lira coronó la imagen de la Purísima Virgen de Lo Vásquez.